# ان‌تی‌ان کورپوریشن
ان‌تی‌ان کورپوریشن (انگلیسی: NTN Corporation) شرکت رسانه‌ای اوکراینی است، که در سال ۲۰۰۴ تأسیس شد.